# Рекха
Бганурекга Ґанешан (там. பானுரேகா கணேசன், гінді भानुरेखा गणेशन, англ. Bhanurekha Ganesan, МФА: [bʱəɳuɾe:kʰä: gəɳe:ʃən]; нар.. 10 жовтня 1954, Мадрас, Тамілнад, Індія), більш відома під сценічним ім'ям — скороченим мононімом Рекга або Рекха (там. ரேகா, гінді रेखा, англ. Rekha, МФА: [ɾe:kʰä:]) — індійська кіноакторка та співачка, знімається в основному у фільмах на гінді. Лауреат Національної кінопремії Індії за найкращу жіночу роль (1982) і чотирьох Filmfare Awards, не рахуючи неодноразових номінацій і ряду інших відомих нагород.

## Життєпис та кар'єра
Бганурекга Ґанешан народилася в 1954 році в Мадрасі (нині Ченнаї) в родині тамільського актора Джеміні Ганешана та акторки фільмів на телугу Пушпаваллі. Батьки дівчинки не були одружені, батько пішов від її матері, коли їх донька була ще маленькою.
Рекга дебютувала в кіно в 1966 році у фільмі на телугу режисера Б. Н. Редді Rangula Ratham, коли їй було всього 12 років. Вона пішла по стопах батьків на прохання матері, хоча до цього мріяла стати стюардесою. Підписавши перші контракти, Рекха кинула школу, щоб сконцентруватися на акторській кар'єрі і допомагати родині своїми заробітками. Вона була ще підлітком, коли стала зніматися в декількох фільмах паралельно. Через напружений графік вона відчувала себе позбавленою дитинства.
У 1969 році відбувся її дорослий дебют у фільмі на каннада Operation Jackpot Nalli C. I. D 999 в парі з популярним у штаті Карнатака актором Раджкумаром. У 1970 році, вивчивши гінді, актриса дебютувала в Боллівуді у фільмі Sawan Bhadon. Фільм мав комерційний успіх, і Рекха стала знаменитою.
Цей період ознаменував початок зміни її зовнішності. Вона стала приділяти багато уваги макіяжу та одягу і працювала над удосконаленням своєї акторської гри і вимовою на гінді. Щоб схуднути, вона дотримувалася дієти, вела дисципліноване життя з дотриманням режиму і практикувала йогу, щоб підвищити фізичну форму.
|  | Рекха про початок кар'єри: «Бомбей був для мене як джунглі, в яких я опинилась беззахисною. Це був страшний час, я не розуміла, що відбувається навколо. Я повинна була ходити до школи, їсти морозиво, веселиться з друзями, а мене тягали зі студії в студію. Я плакала, тому що мені давали їжу, яка мені не подобалася, а костюми і прикраси викликали у мене страшну алергію» |

У 1981 році вийшов фільм «Дорога Умрао», що є адаптацією однойменного роману, де вона зіграла куртизанку і поетесу. Фільм мав комерційний успіх, а її виконання ролі принесло їй багато нагород, включаючи Національну премію.
У 1988 році вийшов фільм «Жага помсти», сюжет якого повторює «Повернення до Едему». За виконання ролі поганулі пішла на пластичну операцію заради помсти Рекха отримала другу премію за найнайкращ жіночу роль, а також прізвисько «сердитої жінки».
У 2014 році Рекха погодилася знятися у фільмі Fitoor, але пішла з проекту з невідомої причини, а замість неї ролі виконала актриса Табу. У тому ж році вийшов фільм Super Nani, де її героїня із звичайної жінки з допомогою її онука перетворюється на гламурну модель.
Останнім фільмом за її участі на даний момент є «Шамітабх», де вона 2015 року виступила в ролі самої себе.
За свою кар'єру Рекха знялася в більш ніж 180 фільмах.

## Особисте життя
Вийшла заміж Рекха в 1990 році за бізнесмена Мукеша Агарвала. У чоловіка актриси була схильність до суїциду, і, поки Рекха перебувала в Лондоні в 1991 році, після декількох невдалих попередніх спроб, Агарвал покінчив життя самогубством, залишивши записку: «don't blame anyone» / «Не звинувачуй нікого». Після цієї трагедії вона більше не виходила заміж.
Але ще наприкінці 1970-х років у неї був тривалий роман з Амітабом Баччаном, який до того часу був вже одружений з іншою актрисою — Джаєю Бхадурі. Рекха знала, що він не залишить свою сім'ю заради неї, їх відносини обговорювала вся країна, але закоханих це не зупиняло. У 1982 році Амітаб отримав серйозну травму на зйомках і кілька тижнів пролежав у комі. Після виходу з коми, він вирішив розлучитися з нею і повернувся до сім'ї.
Зараз Рекха живе у власному будинку в Мумбаї разом з племінником Навідом та відданою подругою і секретаркою Фарзаною.

## Фільмографія
За свою кар'єру Рекха знялася, принаймні, в 183 фільмах (за іншими даними - більше двох сотень)

| Рік  |   | Українська назва                 | Оригінальна назва                        | Роль                                         |
| ---- | - | -------------------------------- | ---------------------------------------- | -------------------------------------------- |
| 1966 | ф |                                  | Rangula Ratham(тел.)                     |                                              |
| 1969 | ф |                                  | Operation Jackpot Nalli C.I.D 999(канн.) | Мона                                         |
| 1970 | ф | Дощова осінь                     | Sawan Bhadon                             | Чанда                                        |
| 1971 | ф | Сутичка                          | Elan                                     | Мала Мехра / Мері                            |
| 1971 | ф |                                  | Haseenon Ka Devata                       | Суніта / Чабілі                              |
| 1972 | ф | Складний вибір                   | Raampur Ka Lakshman                      | Рекха Чоудхарі                               |
| 1972 | ф | Бідолаха                         | Ek Bechara                               |                                              |
| 1972 | ф | Білий та чорний                  | Gora Aur Kala                            | Пхулва                                       |
| 1972 | ф | Два товариші                     | Do Yaar                                  |                                              |
| 1972 | ф | Подвійне дно                     | Dooble cross                             | Рекха                                        |
| 1972 | ф | Земля і небо                     | Zameen Aasmaan                           | Калпана                                      |
| 1972 | ф | Наше село і ваше місто           | Gaon Hamara Shaher Tumhara               | Парваті                                      |
| 1973 | ф | Невдячний                        | Namak Haraam                             | Шьяма                                        |
| 1973 | ф | Віруюча                          | Dharma                                   | місіс Аша Сінгх                              |
| 1973 | ф | Гість                            | Mehmaan                                  | шила                                         |
| 1973 | ф | Дощова весна                     | Barkhna Bahar                            |                                              |
| 1973 | ф | Якби та якби                     | Kashmakash                               |                                              |
| 1973 | ф | Історія долі                     | Kahani Kismat Ki                         | Рекха                                        |
| 1973 | ф | Дивовижна роль                   | Anokhi Ada                               | Ніта Гупта                                   |
| 1973 | ф | Ціна                             | Keemat                                   | Судха                                        |
| 1974 | ф | Життя, прожите не дарма          | Pran Jaye Par Vachan Na Jaye             | Джанні                                       |
| 1974 | ф | Свідомість                       | Hawas                                    | камео                                        |
| 1974 | ф | Ярмарок життя                    | Duniya Ka Mela                           |                                              |
| 1975 | ф | Хрещений батько                  | Dharmatha                                | Ану                                          |
| 1975 | ф | Битва за кохання                 | Aakraman                                 | Шитал                                        |
| 1975 | ф | Перехитрити долю                 | Dharam Karam                             | Басант                                       |
| 1975 | ф | Зорро                            | Zorro                                    | Раджкумар Рекха                              |
| 1976 | ф | Кобра                            | Nagin                                    | Суніта                                       |
| 1976 | ф | Династія                         | Kabeela                                  | Шобха                                        |
| 1976 | ф |                                  | Aaj Ka Mahaatma                          | Мала                                         |
| 1976 | ф | Два незнайомці                   | Do Anjaane                               | Рекха Рой / Суніта Деві                      |
| 1976 | ф | Спадкоємець                      | Khalifa                                  | Рекха                                        |
| 1976 | ф | Сім'я                            | Santan                                   |                                              |
| 1977 | ф | Честь і віра                     | Immaan Dharam                            | Дурга                                        |
| 1977 | ф | Ціна дружби                      | Khoon Pasina                             | Чанда                                        |
| 1977 | ф |                                  | Aap Ki Khatir                            | Саріта                                       |
| 1977 | ф | У тіні твоїх вій                 | Palkon Ki Chhaon Mein                    | танцівниця                                   |
| 1977 | ф |                                  | Chakkar Pe Chakkar                       | Шейла                                        |
| 1977 | ф | Єдина дорога                     | Ek Hi Raasta                             |                                              |
| 1977 | ф | Ангел або Диявол                 | Farishta Ya Qatil                        |                                              |
| 1977 | ф | Улюблений Банку                  | Dildaar                                  | Лата                                         |
| 1977 | ф | Мелодія мрії                     | Alaap                                    | Радхакумарі «Радху»                          |
| 1977 | ф | Рам Бхарозе                      | Ram Bharose                              | Kiran                                        |
| 1977 | ф | Кришталевий будинок              | Kachcha Chor                             |                                              |
| 1978 | ф | Клянуся ім'ям Ганги              | Ganga Ki Saugand                         | Дхані                                        |
| 1978 | ф | Будинок                          | Ghar                                     | Аарті Чандра                                 |
| 1978 | ф | Останній розбійник               | Aakhri Daku                              |                                              |
| 1978 | ф | Клятви і обіцянки                | Kasme Vaade                              | танцівниця                                   |
| 1978 | ф | Безпосередній                    | Bhola Bhala                              | Чампа                                        |
| 1978 | ф | Два подорожніх                   | Do Musafir                               | Bijili                                       |
| 1978 | ф | Любов і стіна                    | Dil Aur Deewaar                          |                                              |
| 1978 | ф | Владика долі                     | Dil Aur Deewaar                          | Зохрабаі                                     |
| 1978 | ф | Якщо віриш                       | Karmayogi                                | Рекха                                        |
| 1978 | ф | Клянуся богом                    | Ram Kasam                                |                                              |
| 1978 | ф | Пісні дощу                       | Sawan Ke Geet                            |                                              |
| 1978 | ф | Праведна душа                    | Parmatma                                 | Діпа                                         |
| 1978 | ф | Раху і Кету                      | Rahu Ketu                                | Тулса                                        |
| 1978 | ф | Доля                             | Muqaddar                                 |                                              |
| 1979 | ф | Невідомий Ворог                  | Jaani Dushman                            | Чампа                                        |
| 1981 | ф | Красуня                          | Khubsoorat                               | Манджу Гупта                                 |
| 1981 | ф | Дорога Умрао                     | Umrao Jaan                               | Аміран / Умрао                               |
| 1981 | ф | Примарне щастя                   | Baseraa                                  | пурніма Кохль / Німа                         |
| 1981 | ф | Любовний зв'язок                 | Silsila                                  | Чандні                                       |
| 1981 | ф | Одна помилка                     | Ek Hi Bhool                              | Садхана Шрівастав                            |
| 1981 | ф | Рабиня                           | Daasi                                    | Тара                                         |
| 1981 | ф | Подруга чоловіка                 | Saajan Ki Saheli                         | Мунмун                                       |
| 1982 | ф | Зустріч закоханих                | Deedar-E-Yaar                            | Хусні                                        |
| 1983 | ф | Якщо ти не зі мною...            | Agar Tum Na Hote...                      | пурніма Мехра / Радха Беді                   |
| 1984 | ф | Фестиваль                        | Utsav                                    | Васантсена                                   |
| 1984 | ф | Одружуйся зі мною, коханий       | Maang Bharo Sajana                       | Радха                                        |
| 1984 | ф | Аша і Джоті                      | Asha Jyoti                               | Джоти                                        |
| 1986 | ф | Мережі любові                    | Jaal                                     | Амріта Сингх / Сундарі / Мінабаї             |
| 1986 | ф | Будь щаслива                     | Sadaa Suhagan                            | Лакшмі                                       |
| 1987 | ф | Любов виграє                     | Pyaar Ki Jeet                            | Соні                                         |
| 1988 | ф | Жага помсти                      | Khoon Bhari Maang                        | Арті / Джіоті                                |
| 1989 | ф | Невістка                         | Bahurani                                 | Мадхурі / Малаті                             |
| 1989 | ф | Дружина                          | Biwi Ho To Aisi                          | шалу                                         |
| 1990 | ф | Багатство і бідність             | Amiri Garibi                             | Сона                                         |
| 1995 | ф | Так восторжествує справедливість | Ab Insaf Hoga                            | Джанки деві                                  |
| 1996 | ф | Король гравців                   | Khiladiyon Ka Khiladi                    | Майя                                         |
| 1996 | ф | Кама Сутра: Історія кохання      | Kama Sutra: A Tale of Love               | учитель Кама Сутри                           |
| 2001 | ф | Зубейда                          | Zubeidaa                                 | Махарані Мандіра Деві, перша дружина Віктора |
| 2001 | ф | Беглянка                         | Lajja                                    | Рамдулаарі                                   |
| 2003 | ф | Ти не самотній                   | Koi... Mil Gaya                          | Сонія Мехра                                  |
| 2003 | ф | Крріш                            | Krrish                                   | Сонія Мехра                                  |
| 2003 | ф | Привид                           | Bhoot                                    | Саріта                                       |
| 2006 | ф | Танцівниця                       | Yatra                                    | Ладжаванті                                   |
| 2010 | ф | Кохання без кордонів (Часи)      | Sadiyaan                                 | Амрит Каур                                   |
| 2014 | ф | Супер бабуся                     | Super Nani                               | Бхараті Бхатія                               |
| 2015 | ф |                                  | Shamitabh                                | в ролі самої себе                            |

### Вокальні партії
| Рік  | Українська назва    | Оригінальна назва | Пісня                     | Примітка                  |
| ---- | ------------------- | ----------------- | ------------------------- | ------------------------- |
| 1980 | Красуня / Сестрички | Khubsoorat        | «Sare Niyam Tod Do»       | соло                      |
| 1983 | Якщо ти не зі мною  | Agar Tum Na Hote  | «Kal To Sunday Ki Chhuti» | дует з Шайлендрой Сінгхом |
| 1988 | Ще одна зв'язок     | Ek Naya Rishta    | «Ehsaas Ka Sauda Hai»     | дует з Сапаном Чакраборті |

## Нагороди
- 1981 — Filmfare Award за найкращу жіночу роль — «Красуня»
- 1982 — Національна кінопремія за найкращу жіночу роль — «Дорога Умрао»
- 1985 — Премія Асоціації Бенгальських кіножурналістів за найкращу жіночу роль — «Фестиваль»
- 1989 — Filmfare Award за найкращу жіночу роль — «Жага помсти»
- 1997 — Filmfare Award за найкращу жіночу роль другого плану — «Король гравців»
- 2003 — Filmfare Award за досягнення у житті і творчості
- 2010 — Падма Шрі[20]